# New South Wales Open 1971
Il New South Wales Open 1971 è stato un torneo di tennis giocato sull'erba. È stata la 79ª edizione del torneo, che fa parte del Pepsi-Cola Grand Prix 1971 e dei Tornei di tennis femminili indipendenti nel 1971. Il torneo si è giocato dall'11 al 17 gennaio 1971 a Sydney in Australia.

## Campioni

### Singolare maschile
Phil Dent ha battuto in finale  John Alexander con il punteggio di 6–3 6–4 6–4.

### Singolare femminile
Margaret Smith Court ha battuto in finale  Ol'ga Morozova con il punteggio di 6–2, 6–2.

### Doppio maschile
John Alexander /  Phil Dent hanno battuto in finale  Aleksandre Met'reveli /  Malcolm J. Anderson con il punteggio di 6–7, 2–6, 6–3, 7–6, 7–6

### Doppio femminile
Margaret Smith Court /  Ol'ga Morozova hanno battuto in finale  Helen Gourlay-Cawley /  Kerry Harris con il punteggio di 6–2, 6–0